# Токарєв Мойсей Степанович
Мойсей Степанович Токарєв (9 листопада 1913 — 8 липня 1943) — радянський військовий льотчик-ас часів Другої світової війни, майор. Герой Радянського Союзу (1942).

## Життєпис
Народився в селищі Юзівка (нині — місто Донецьк) в родині робітника. Українець.
До лав РСЧА призваний 1933 року. У 1936 році закінчив Харківське військове авіаційне училище. Військову службу проходив у частинах ВПС особливої Червонопрапорної Далекосхідної армії. Член ВКП(б) з 1938 року.
Учасник радянсько-фінської війни 1939—1940 років. За бойові заслуги був нагороджений медаллю «За відвагу».
Учасник німецько-радянської війни з 22 червня по 31 грудня 1941 року, та з 31 травня 1942 до 8 липня 1943 року. Воював на Південному, Північно-Кавказькому, Закавказькому і Воронезькому фронтах.
Початок війни старший політрук М. С. Токарєв зустрів на посаді заступника командира ескадрильї з політичної частини 131-го винищувального авіаційного полку ВПС Одеського військового округу. Брав участь у прикордонних боях, захищав з повітря південь України, зокрема Одесу. До кінця 1941 року здійснив 105 бойових вильотів на винищувачі І-16, у 8 повітряних боях збив 7 літаків супротивника. 27 липня у повітряному бою був збитий, вистрибнув з парашутом.
Знову на фронті — з травня 1942 року. 22 серпня того ж року був переведний до 862-го винищувального авіаційного полку на посаду штурмана — заступника командира полку. До вересня 1942 року здійснив 160 бойових вильотів, провів 32 повітряних бої, у яких збив особисто 10 та у складі групи — 2 літаки супротивника.
З 21 вересня — командир 862-го винищувального авіаційного полку; з 26 грудня — командир 131-го (з 08.02.1943 року — 40-го гвардійського) винищувального авіаційного полку.
8 липня 1943 року гвардії майор М. С. Токарєв з групою вилетів на прикриття переднього краю оборони радянських військ на Білгородському напрямку. Загинув у повітряному бою поблизу міста Старий Оскол.

## Нагороди
Указом Президії Верховної Ради СРСР від 13 грудня 1942 року «за зразкове виконання бойових завдань командування на фронті боротьби з німецькими загарбниками та виявлені при цьому відвагу і героїзм», майорові Токарєву Мойсею Степановичу присвоєне звання Героя Радянського Союзу (медаль «Золота Зірка» № 830).
Нагороджений двома орденами Леніна (23.02.1942, 13.12.1942), орденами Червоного Прапора (05.11.1941), Вітчизняної війни 1-го ступеня (11.08.1943) і медаллю «За відвагу» (1940).

## Вшанування пам'яті
Ім'ям Мойсея Токарєва названо одну з вулиць Донецька.